# 黄土店镇
黄土店镇，是中华人民共和国湖南省常德市鼎城区下辖的一个乡镇级行政单位。

## 行政区划
黄土店镇下辖以下地区：
上街社区、中街社区、下街社区、金沙社区、友谊社区、新田岗村、青岗冲村、金城堡村、回龙桥村、竹巷口村、千斤陂村、冲天坳村、湖堤村、七斗桥村、官仓村、鹿角冲村、桃花庵村、黄花堰村、青龙井村、红岩咀村、沙溪坪村、株树岗村、白岩冲村和金霞山村。